# Titov Vrv
A Titov Vrv hegycsúcs a Šar-hegység legmagasabb csúcsa a maga 2748 méteres tengerszint feletti magasságával. A hegycsúcs Észak-Macedóniában található, mintegy 21 kilométernyire északkeletre Tetovo városától. A hegycsúcsot a jugoszláv Josip Broz Titoról nevezték el. A csúcs eredeti megnevezése Golem Turčin volt, amelynek jelentése "Nagy Török". 
A Ljuboten hegymászó klub minden év májusának utolsó hétvégéjén szervez hegymászótúrát a csúcsra.

## Fordítás
Ez a szócikk részben vagy egészben  a   Titov Vrv című angol Wikipédia-szócikk ezen változatának fordításán alapul.  Az eredeti cikk szerkesztőit annak laptörténete sorolja fel. Ez a jelzés csupán a megfogalmazás eredetét és a szerzői jogokat jelzi, nem szolgál a cikkben szereplő információk forrásmegjelöléseként.